# آلة تفريز أفقية

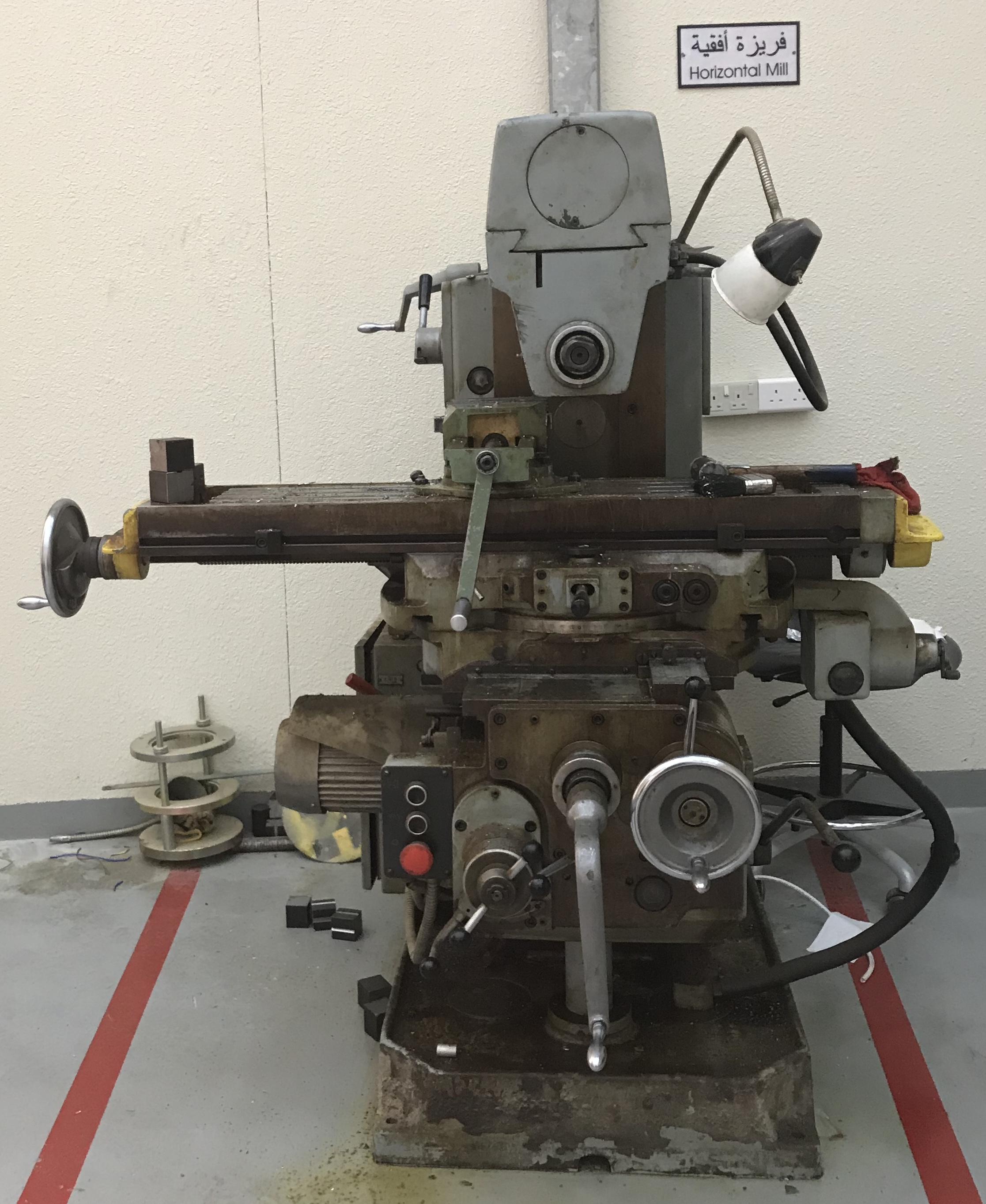
فريزة أفقية

فريزة أفقية الفارزة أو الفريزة أو آلة التفريز الأفقية (بالإنجليزية:Horizontal milling machine) هي آلة قوية ومتينة للغاية. حيث تتوفر على مجموعة متنوعة من القواطع التي تعمل وتؤثر على المواد التي يتم العمل عليها بالإزالة أو بالتشكيل والتي يتم الاحتفاظ بها عادة في ملزمة قوية نسبياً، تستخدم هذه الطاحونة الأفقية عندما تكون الطاحونة العمودية أقل ملائمة. على سبيل المثال: إذا كان هناك حاجة لإزالة الكثير من المواد بواسطة القواطع أو هنالك حاجة أقل للدقة، حينها يتم اختيار آلة طحن أفقي.